# Montillana
Montillana là một đô thị ở tỉnh Granada, cộng đồng tự trị Andalusia, Tây Ban Nha. Theo điều tra dân số 2010 của Viện thống kê Tây Ban Nha (INE), đô thị này có dân số là 1360 người. Diện tích đô thị này là 76 ki-lô-mét vuông. Đô thị này nằm ở độ cao 1022 m trên mực nước biển. Cự ly so với tỉnh lỵ Granada là 51 km.